# Sool-Öen
Sool-Öen, En krönika eller Solleröns hembygdsbok, en årsbok som utges varje år sedan 1972 av Sollerö hembygdsförening och Sollerö församling. Namnet är en äldre form (1664) för Sollerön.